# Principauté de Brunswick-Wolfenbüttel
Pour les articles homonymes, voir Brunswick et Wolfenbüttel.
1269–1807
Entités précédentes :
- Duché de Brunswick-Lunebourg

Entités suivantes :
- Royaume de Westphalie

La principauté de Brunswick-Wolfenbüttel (en allemand : Fürstentum Braunschweig-Wolfenbüttel), fut un État du Saint-Empire romain germanique issu d'une scission du duché de Brunswick-Lunebourg en 1269. Ce duché, sous le règne de la dynastie des Welf (maison de Brunswick), a existé jusqu'à la dissolution de l'empire en 1806 ; son histoire complexe est jalonnée par de nombreuses divisions puis refusions.
Par décision du congrès de Vienne, l'État successeur du duché de Brunswick est créé en 1815.

## Histoire

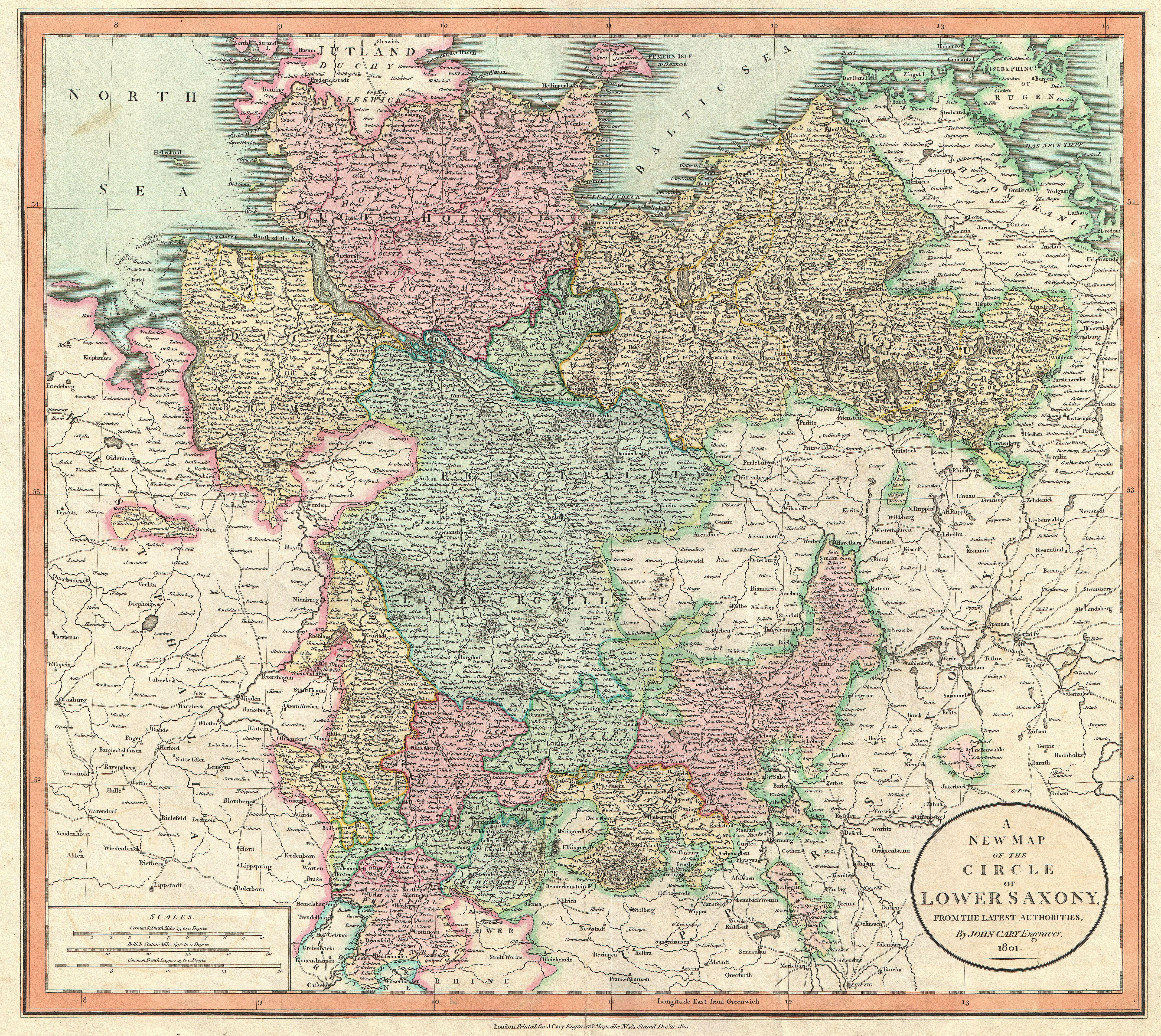
La principauté de Brunswick-Wolfenbüttel (en vert) dans le cercle de Basse-Saxe.

Les domaines autour de Brunswick et de Wolfenbüttel en Saxe faisaient partie des alleux des Welf, les descendants du puissant duc Henri le Lion qui a été renversé par l'empereur Frédéric Barberousse en 1180. Néanmoins, la querelle opposant les Welf aux Hohenstaufen se poursuit avec la lutte pour le trône entre Otton de Brunswick et Philippe de Souabe jusqu'au début du XIIIe siècle.

Les territoires saxons des Welf (en orange) vers l'an 1235.

À la Diète de Mayence en 1235, afin de mettre un terme aux confrontations, le petit-fils de Henri le Lion, Othon l'Enfant, a soumis ses terres allodiales à l'empereur Frédéric II, qui les lui remet aussitôt en tant que fief impérial. C'est la naissance du duché de Brunswick-Lunebourg. Otton (mort en 1252) et ses fils, Albert Ier et Jean, étaient des souverains capables, ils s'emploient activement à consolider leur pouvoir dans ses territoires. Enfin en 1269 cependant, les deux procèdent au premier des nombreux partages que connaît le duché au cours de son histoire : Albert obtint la partie sud autour de Brunswick-Wolfenbüttel, de Grubenhagen et de Göttingen ; son frère Jean a reçu la partie nord autour de sa résidence à Lunebourg. Ainsi, la principauté de Brunswick-Wolfenbüttel et la principauté de Lunebourg s'étaient nouées.
Puis beaucoup d'autres divisions ont suivi, mais le château ducal de Dankwarderode à Brunswick est resté la propriété conjointe des Welf et leur souverains conservent le titre de « duc de Brunswick-Lunebourg » à côté de celui propre à leur principauté. Après l'extinction de l'une lignée, les autres branches de la famille étaient héritiers en empêchant la perte du fief.
Avec l'augmentation des tensions entre les princes et les citoyens de Brunswick, la résidence fut transférée à Wolfenbüttel vers l'an 1432. Pendant des siècles, le château de Wolfenbüttel, situé dans le terrain bas marécageux du fleuve Oker à deux kilométres au sud de Brunswick, fut la résidence des princes régnants ; la cité médiévale avec ses nombreuses maisons à colombages se développa donc autour de la forteresse. En même temps, la principauté de Calenberg est issu de la division de la principauté de Brunswick-Wolfenbüttel en 1432 : tandis que le duc Henri II de Brunswick conserva château et domaine de Wolfenbüttel, son demi-frère aîné Guillaume Ier reçoit le territoire sur la rive ouest de la rivière Leine. Après une autre division en 1495, le duc Éric l'Ancien obtint les domaines de Calenberg et de Göttingen, tandis que son frère Henri l'Ancien reçoit la partie occidentale avec les villes de Brunswick et Wolfenbüttel.

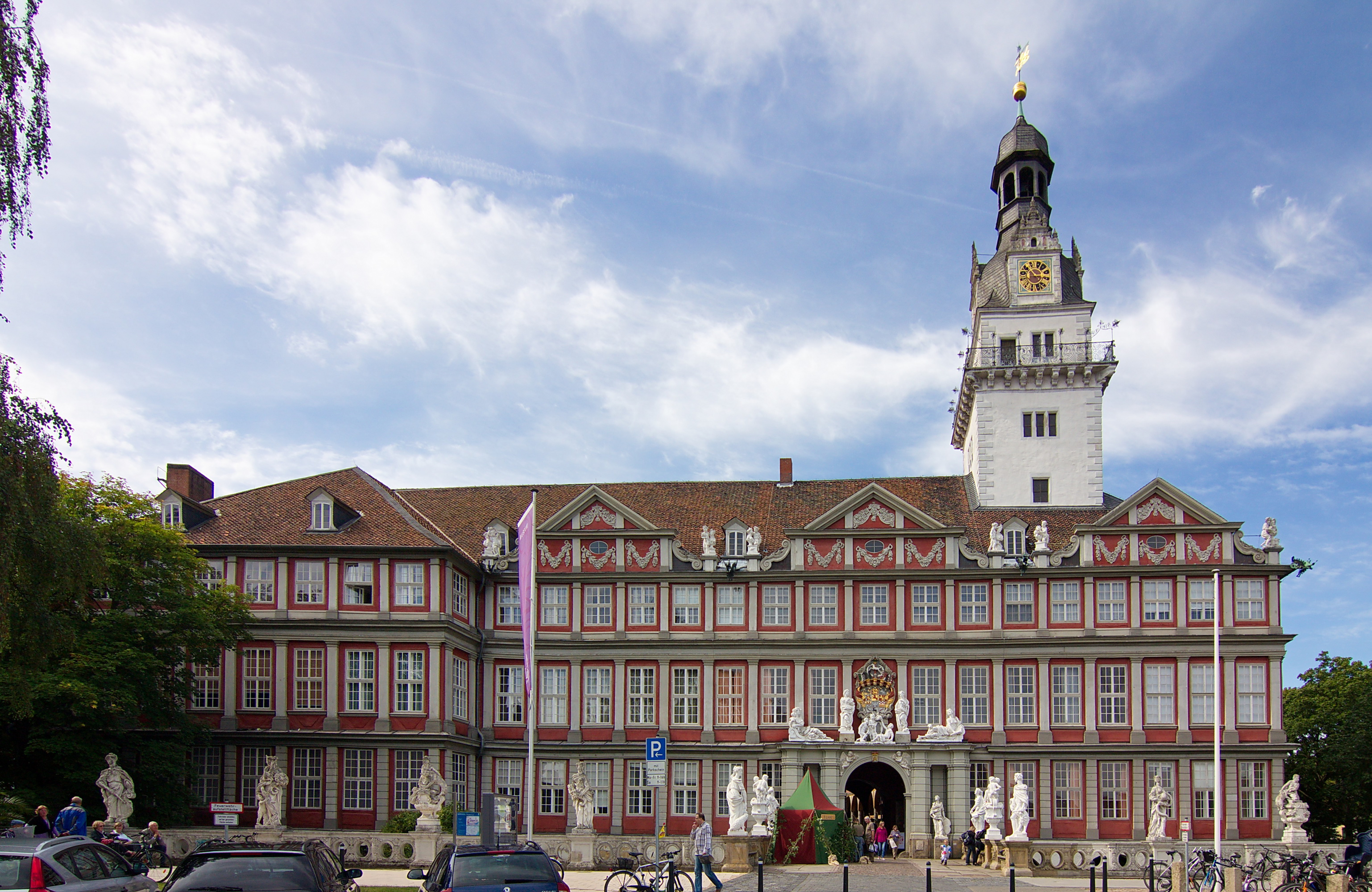
Le château de Wolfenbüttel.

En 1500, la principauté rejoint le cercle de Basse-Saxe. Au début des temps modernes, sous le règne des ducs Henri II le Jeune, Jules et Henri-Jules, la résidence de Wolfenbüttel devint la florissante capitale d'une puissance prospère. De 1519 à 1523 la Basse-Saxe a été le théâtre d'un conflit ouvert entre les forces de Brunswick-Wolfenbüttel et les groupes armés de la principauté épiscopale de Hildesheim alliés avec le prince Henri Ier de Lunebourg. De ce fait, Henri II de Brunswick-Wolfenbüttel remporte des gains territoriaux importants. La plupart de ces territoires ont été restitués en 1643.
En 1571, Jules de Brunswick-Wolfenbüttel a acquis l'exclave de Calvörde à l'est. Après le décès du duc Éric II en 1584, il reçoit également les pays de Calenberg et Göttingen.
Durant la guerre de Trente Ans, la forteresse de Wolfenbüttel fut dévastée ; en 1634, la lignée des princes s'éteignit et la principauté fut léguée par héritage à la branche cadette d'Auguste II le Jeune. Il a donné un nouvel essor à ses domaines, notamment avec le developpement de la Herzog August Bibliothek. En 1671, la ville de Brunswick a été définitivement soumise.
En 1735, la principauté passa à la branche de Brunswick-Bevern. À partir de 1753/1754, les princes résidaient au château de Brunswick. Ils deviennent des proches alliés du nouveau royaume de Prusse, illustré par le mariage de la princesse Élisabeth-Christine, fille de Ferdinand-Albert II de Brunswick-Wolfenbüttel, avec le prince héritier Frédéric II de Prusse en 1733. Pendant la guerre de Sept Ans, de nombreux officiers venant de Brunswick-Wolfenbüttel ont servi dans l'Armée prussienne, dont le prince Ferdinand.
Sous le règne du duc Charles Ier et de son fils Charles-Guillaume-Ferdinand, la résidence de Brunswick connaît un nouvel essor, introduit par le théologien Johann Friedrich Wilhelm Jerusalem qui a fondé le Collegium Carolinum, précurseur de l'université technique de Brunswick, en 1745.
En 1784, à l'instigation du duc Charles-Auguste de Saxe-Weimar-Eisenach et de son envoyé Johann Wolfgang von Goethe, Charles-Guillaume-Ferdinand de Brunswick-Wolfenbüttel rejoint le Fürstenbund (littéralement Ligue des princes) s'opposant à la politique de l'empereur Joseph II de Habsbourg. Conformément aux dispositions du Recès d'Empire en 1803, la principauté a obtenu les territoires des abbayes sécularisées de Gnadersheim et de Helmstedt.
Le prince Charles-Guillaume-Ferdinand, au service de l'Armée prussienne, mourut à la bataille d'Iéna. Son fils Frédéric-Guillaume, « le Duc noir », n'a pu prendre sa succession, puisque la principauté fut incorporée dans le royaume de Westphalie par les traités de Tilsit. Au congrès de Vienne en 1815, le nouveau duché de Brunswick fut désigné comme État successeur.

## Liste des princes de Brunswick-Wolfenbüttel
Comme les autres souverains de principautés issues de partages du Brunswick-Lunebourg, les princes de Brunswick-Wolfenbüttel conservent toujours le titre de « duc de Brunswick-Lunebourg ».
- 1269-1279 : Albert « le Grand »
- 1279-1291 : Henri « le Magnifique », Albert « le Gros » et Guillaume, fils du précédent
- 1291-1292 : Guillaume seul
- 1292-1318 : Albert « le Gros » seul
- 1318-1344 : Othon « le Doux », fils du précédent
- 1344-1345 : Magnus « le Pieux » et Ernest, frères du précédent
- 1345-1369 : Magnus « le Pieux » seul
- 1369-1373 : Magnus « au Collier », fils du précédent
- 1373-1400 : Frédéric, fils du précédent
- 1400-1409 : Bernard et Henri « le Doux », frères du précédent
- 1409-1428 : Bernard seul
- 1428-1432 : Guillaume « le Victorieux » et Henri « le Paisible », neveux du précédent, fils de Henri « le Doux »
- 1432-1473 : Henri « le Paisible » seul
- 1473-1482 : Guillaume « le Victorieux » seul
- 1482-1483 : Frédéric « le Turbulent » et Guillaume « le Jeune », fils du précédent
- 1483-1491 : Guillaume « le Jeune » seul
- 1491-1494 : Henri « l'Ancien » et Éric « l'Ancien », fils du précédent
- 1494-1514 : Henri « l'Ancien » seul
- 1514-1568 : Henri « le Jeune », fils du précédent
- 1568-1589 : Jules, fils du précédent
- 1589-1613 : Henri-Jules, fils du précédent
- 1613-1634 : Frédéric-Ulrich, fils du précédent

### Lignée de Brunswick-Dannenberg
- 1634-1666 : Auguste « le Jeune », cousin éloigné du précédent
- 1666-1685 : Rodolphe-Auguste, fils du précédent
- 1685-1702 : Rodolphe-Auguste et Antoine-Ulrich, son frère
- 1702-1704 : Rodolphe-Auguste seul à nouveau
- 1704-1714 : Antoine-Ulrich
- 1714-1731 : Auguste-Guillaume, fils du précédent
- 1731-1735 : Louis-Rodolphe, frère du précédent

### Lignée de Brunswick-Bevern
- 1735 : Ferdinand-Albert, cousin germain et gendre du précédent
- 1735-1780 : Charles, fils du précédent
- 1780-1806 : Charles-Guillaume-Ferdinand, fils du précédent
- 1806-1807 : Frédéric-Guillaume « le Duc noir », fils du précédent